# Uwe Feiler
Uwe Wolfgang Werner Feiler (* 2. November 1965 in Luhdorf, Landkreis Harburg) ist ein deutscher Politiker (CDU) und Finanzwirt. Vom 3. Dezember 2019 bis zum 8. Dezember 2021 war er Parlamentarischer Staatssekretär bei der Bundesministerin für Ernährung und Landwirtschaft.

## Leben
Uwe Feiler wurde im November 1965 im heutigen Winsen (Luhe) geboren und verbrachte dort seine Kindheit und Jugend. Er beendete seine Schulzeit am Gymnasium Winsen an der Luhe im Jahr 1985 mit dem Abitur. 
Anschließend studierte er von 1985 bis 1988 Finanzwissenschaften in der Finanzverwaltung des Landes Niedersachsen. Dort schloss er das Studium als Diplom-Finanzwirt (FH) ab und wurde in ein Beamtenverhältnis übernommen. Nach einiger Dienstzeit für das Land Niedersachsen wechselte er in die Finanzverwaltung des Landes Sachsen-Anhalt und war dort von 1991 bis 2013 unter anderem als Geschäftsstellenleiter und Sachgebietsleiter in verschiedenen Bereichen tätig.
Im Jahr 1991 entschied er sich für die Wiedereinrichtung und Bewirtschaftung des landwirtschaftlichen Familienbetriebes in Brandenburg.
Uwe Feiler ist verheiratet und hat drei erwachsene Kinder.

## Politik
Er trat der CDU Brandenburg im Jahr 2005 bei und wurde 2008 im Landkreis Havelland in den Kreistag gewählt.
Nach einer ersten Kandidatur bei der Bundestagswahl 2009 gewann Uwe Feiler das Direktkandidat der CDU im Bundestagswahlkreis Oberhavel – Havelland II  bei der Bundestagswahl 2013. Von 2013 bis zu seiner Ernennung zum Parlamentarischen Staatssekretär gehörte er im Deutschen Bundestag dem Finanzausschuss, dem Ausschuss für Angelegenheiten der Europäischen Union und dem Gremium nach § 23c Absatz 8 Zollfahndungsdienstgesetz an.
Bei der Bundestagswahl 2017 wurde Uwe Feiler mit 29,9 % der Erststimmen im Wahlkreis 58 direkt wiedergewählt.
Am 27. November 2019 wurde bekannt, dass er als Nachfolger von Michael Stübgen Parlamentarischer Staatssekretär für Ernährung und Landwirtschaft im Kabinett Merkel IV werden soll, am 3. Dezember erhielt er offiziell die Ernennungsurkunde. Dieses Amt hatte er bis zum 8. Dezember 2021 inne.
Bei der Bundestagswahl am 26. September 2021 unterlag er Ariane Fäscher (SPD), konnte aber dennoch über die Landesliste der CDU Brandenburg erneut in den Deutschen Bundestag einziehen.
Am 13. Dezember 2024 wurde Uwe Feiler auf der Landesdelegiertenversammlung der CDU-Brandenburg mit über 90 % auf Listenplatz 1 und damit als Spitzenkandidat der CDU Brandenburg für die Bundestagswahl gewählt. Außerdem wählten ihn die CDU-Mitglieder des Bundestagswahlkreis 58 (Oberhavel/Havelland II) am 24. Oktober 2024 zu ihrem Direktkandidaten. Er verpasste den Einzug über das Direktmandat nur knapp und zog über die Landesliste in den 21. Deutschen Bundestag ein.

## Mitgliedschaften
Uwe Feiler ist Mitglied der überparteilichen Europa-Union Deutschland, die sich für ein föderales Europa und den europäischen Einigungsprozess einsetzt. Zudem engagiert sich Feiler in mehreren Vereinen ehrenamtlich, unter anderem ist er seit elf Jahren Vorsitzender des Sportvereins Empor Spaatz und Mitglied des Menschenrechtszentrum Cottbus e.V.